# Erminia Borghi-Mamo
Erminia Borghi-Mamo (Parigi, 18 novembre 1855 – Bologna, 29 luglio 1941) è stata un soprano italiano.
Era figlia di Adelaide Borghi-Mamo, mezzosoprano, e del tenore spagnolo Michele Mamo.

## Biografia

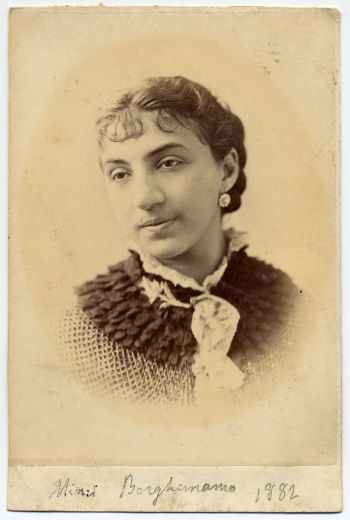
Foto del 1882

Nacque a Parigi dove la madre cantava al Théâtre des Italiens. Studiò con lei e Alessandro Busi, poi esordì a Nizza ne La forza del destino (1873). Protagonista nel rifacimento del Mefistofele (Bologna, 4 ottobre 1875. Erminia ricoprì il doppio ruolo di Elena e Margherita), al cui successo contribuì assai la sua interpretazione che suscitò l'ammirazione di Boito, cantò poi in vari teatri: Roma (1876), Parigi, (1877), Madrid (1878-79), Lisbona (1879), Buenos Aires (1881) e San Pietroburgo (1891).
Si ritirò dalle scene nel 1893, stabilendosi a Bologna. Fra le opere in repertorio ebbe Lucrezia Borgia, Poliuto, Roberto il diavolo, Gli ugonotti, L'Africana, Aida, Il trovatore, Guarany, Faust, Cavalleria rusticana. Sposata con il fondatore e direttore della Gazzetta dell'Emilia, Antonio Cuzzocrea.
È sepolta alla Certosa di Bologna insieme alla madre, nella tomba di famiglia opera di Enrico Barberi, nella Galleria degli Angeli.

## Repertorio
| Ruolo            | Titolo                  | Autore    |
| ---------------- | ----------------------- | --------- |
| Elena Margherita | Mefistofele             | Boito     |
| Lucrezia Borgia  | Lucrezia Borgia         | Donizetti |
| Paolina          | Poliuto                 | Donizetti |
| Cecilia          | Il Guarany              | Gomes     |
| Margherita       | Faust                   | Gounod    |
| Santuzza         | Cavalleria rusticana    | Mascagni  |
| Alice            | Roberto il diavolo      | Meyerbeer |
| Valentina        | Gli ugonotti            | Meyerbeer |
| Selica           | L'africana              | Meyerbeer |
| Rosina           | Il barbiere di Siviglia | Rossini   |
| Desdemona        | Otello                  | Rossini   |
| Leonora          | Il trovatore            | Verdi     |
| Donna Leonora    | La forza del destino    | Verdi     |
| Aida             | Aida                    | Verdi     |
| Desdemona        | Otello                  | Verdi     |